# Bioreactor d'algues

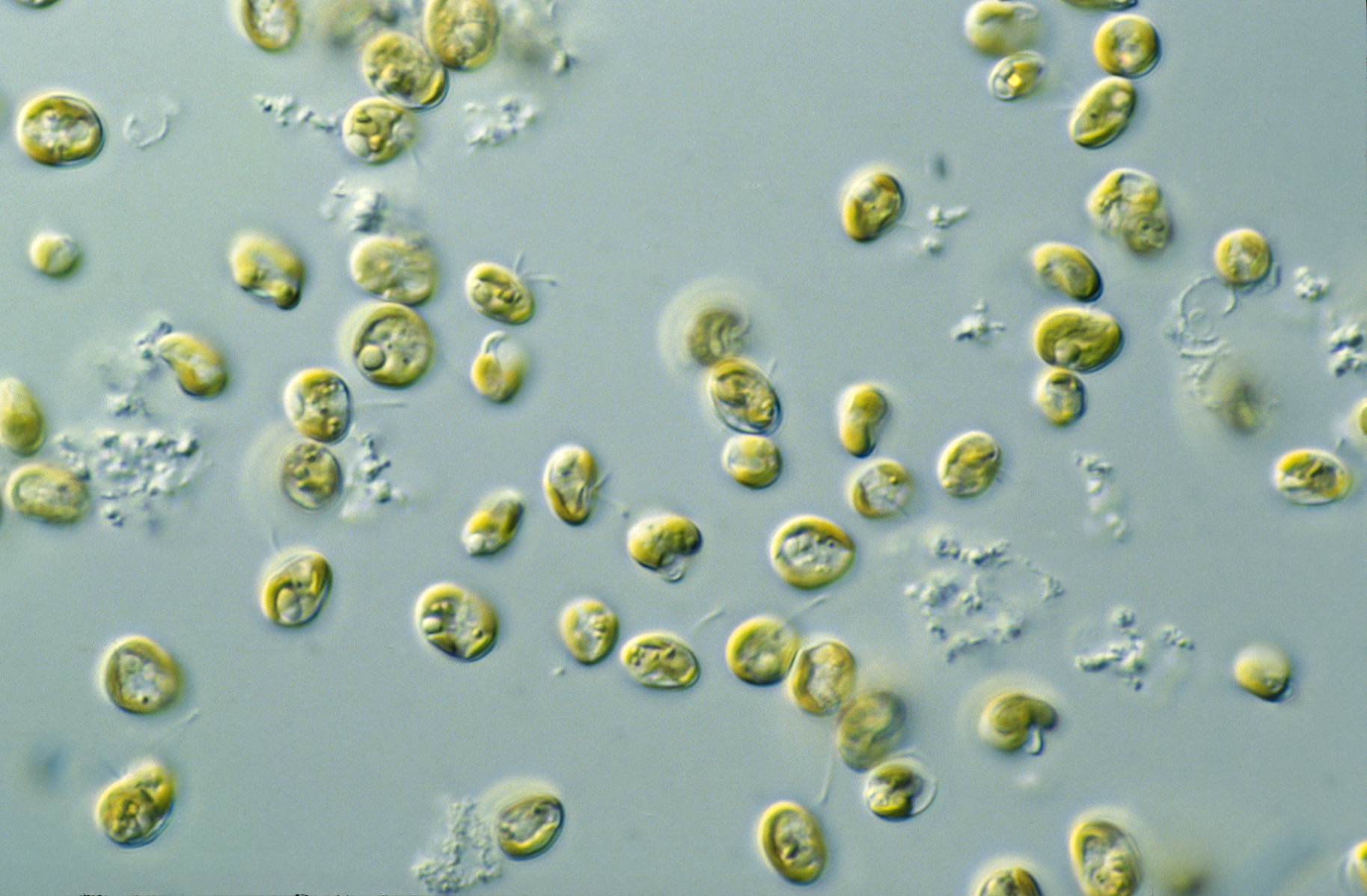
Primer pla de microalgues – Pavlova sp.

Un bioreactor d'algues s'utilitza per conrear micro o macroalgues. Les algues es poden conrear amb finalitats de producció de biomassa (com en un conreador d'algues), tractament d'aigües residuals, fixació de CO2, o filtració d'aquari/estany en forma de fregador d'algues. Els bioreactors d'algues varien àmpliament en disseny, dividint-se àmpliament en dues categories: reactors oberts i reactors tancats. Els reactors oberts estan exposats a l'atmosfera mentre que els reactors tancats, també anomenats comunament fotobioreactors, estan aïllats en diferents graus de l'atmosfera. Concretament, els bioreactors d'algues es poden utilitzar per produir combustibles com el biodièsel i el bioetanol, per generar pinsos o per reduir contaminants com ara NOx i CO2 en els gasos de combustió de les centrals elèctriques. Bàsicament, aquest tipus de bioreactor es basa en la reacció fotosintètica, que es realitza per les mateixes algues que contenen clorofil·la utilitzant diòxid de carboni dissolt i llum solar. El diòxid de carboni es dispersa al fluid del reactor per fer-lo accessible a les algues. El bioreactor ha d'estar fet de material transparent.

## Antecedents històrics
El primer cultiu de microalgues va ser de la unicel·lular Chlorella vulgaris pel microbiòleg holandès Martinus Beijerinck l'any 1890. Més tard, durant la Segona Guerra Mundial, Alemanya va utilitzar estanys oberts per augmentar el cultiu d'algues per utilitzar-los com a suplement de proteïna. Alguns dels primers experiments amb l'objectiu de conrear algues van ser realitzats l'any 1957 per la Carnegie Institution for Science a Washington. En aquests experiments, es va conrear la monocel·lular Chlorella afegint-hi CO2 i alguns minerals. L'objectiu d'aquesta investigació era el cultiu d'algues per produir un pinso barat per a animals.

## Metabolisme de les microalgues
Les algues són principalment organismes eucariotes fotoautòtrofs que realitzen la fotosíntesi oxigenada. Aquests tipus d'algues es classifiquen pels seus pigments captadors de llum que els donen el seu color. Les espècies d'algues verdes, també conegudes com Chlorophyta, s'utilitzen sovint en bioreactors a causa del seu gran ritme de creixement i la capacitat de suportar una varietat d'entorns. Les algues blau-verdoses, també conegudes com a cianobacteris, es classifiquen com a fotoautòtrofs procariotes a causa de la seva manca de nucli. La llum proporciona l'energia essencial que la cèl·lula necessita per metabolitzar CO2, nitrogen, fòsfor i altres nutrients essencials. Les longituds d'ona i les intensitats de la llum són factors molt importants. El CO2 disponible també és un factor important per al creixement i, a causa de la menor concentració a la nostra atmosfera, es pot afegir CO2 suplementari tal com es veu amb la columna de bombolles PBR a continuació. Les microalgues també tenen la capacitat d'absorbir l'excés de nitrogen i fòsfor en condicions de fam, que són essencials per al lípid i síntesi d'aminoàcids. Les temperatures més altes i un pH per sobre de 7 i per sota de 9 també són factors comuns. Cadascun d'aquests factors pot variar d'una espècie a una altra, per la qual cosa és important tenir les condicions ambientals correctes mentre es dissenyen bioreactors de qualsevol mena.

## Tipus de bioreactors
Els bioreactors es poden dividir en dues grans categories, sistemes oberts i fotobioreactors (PRB). La diferència entre aquests dos reactors és la seva exposició al medi ambient. Els sistemes oberts estan totalment exposats a l'atmosfera, mentre que els PBR tenen una exposició molt limitada a l'atmosfera.

## Sistemes oberts d'ús habitual

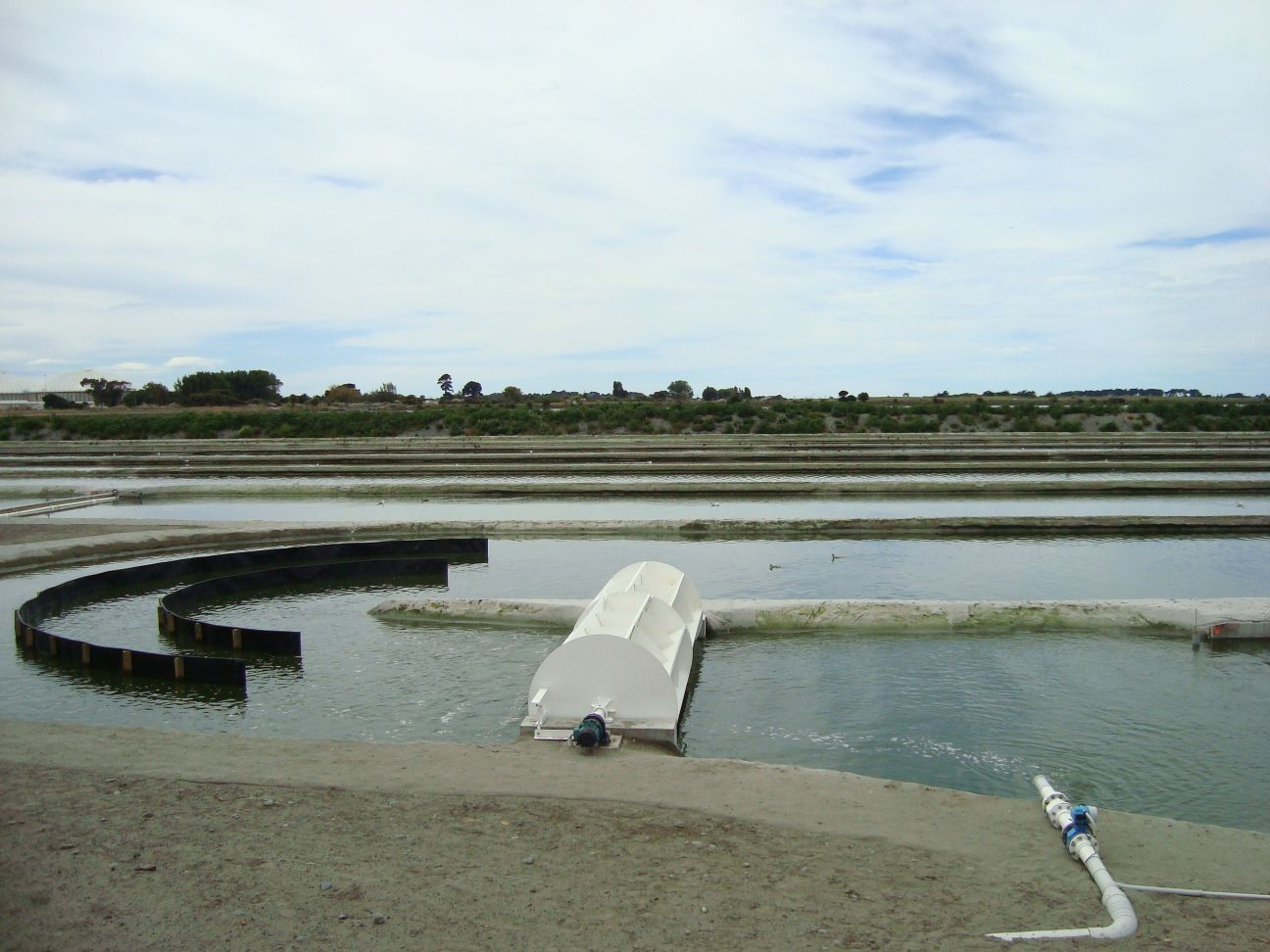
Estany de canalització a la planta de tractament d'aigües residuals de Bromley a Christchurch, Nova Zelanda, utilitzat per al cultiu d'algues.

### Estanys simples
El sistema més senzill ofereix un baix cost de producció i operació. Els estanys necessiten un mesclador giratori per evitar la sedimentació de la biomassa d'algues. No obstant això, aquests sistemes són propensos a la contaminació a causa de la manca de control ambiental.

### Estanys de pista
Una versió modificada d'un estany simple, l'estany de pista utilitza rodes de pales per conduir el flux en una direcció determinada. L'estany està recollint contínuament biomassa mentre proporciona diòxid de carboni i altres nutrients a l'estany. Normalment, els estanys de canalització són molt grans a causa de la seva poca profunditat d'aigua.

### Altres sistemes
Els sistemes menys comuns inclouen un sistema de cascada inclinada on el flux és impulsat per gravetat fins a un dipòsit de retenció, des d'on es torna a bombar per començar de nou. Aquest sistema pot produir altes densitats de biomassa, però també comporta uns costos operatius més elevats.

## Fotobioreactors (PBR) d'ús habitual
Avui en dia, s'han de diferenciar 3 tipus bàsics de fotobioreactors d'algues, però el factor determinant és el paràmetre unificador: la intensitat disponible de l'energia de la llum solar.

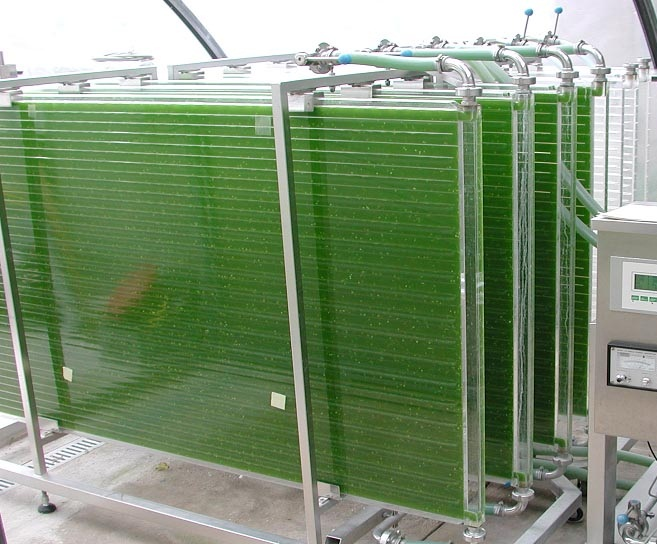
Fotobioreactor per al cultiu de microalgues i altres organismes fotosintètics. Té un volum operatiu de 500 litres.

### Placa plana PBR
Un reactor de plaques consisteix simplement en caixes rectangulars translúcides inclinades o disposades verticalment, que sovint es divideixen en dues parts per afectar l'agitació del fluid del reactor. En general, aquestes caixes s'organitzen en un sistema enllaçant-les. Aquestes connexions també s'utilitzen per fer el procés d'ompliment/buidat, introducció de gas i transport de substàncies nutritives. La introducció del gas de combustió es produeix principalment a la part inferior de la caixa per assegurar-se que el diòxid de carboni tingui prou temps per interactuar amb les algues del fluid del reactor. Normalment, aquestes plaques s'il·luminen des dels dos costats i tenen una alta penetració de la llum. Els desavantatges del disseny de la placa plana són la tolerància limitada a la pressió i els elevats requisits d'espai.

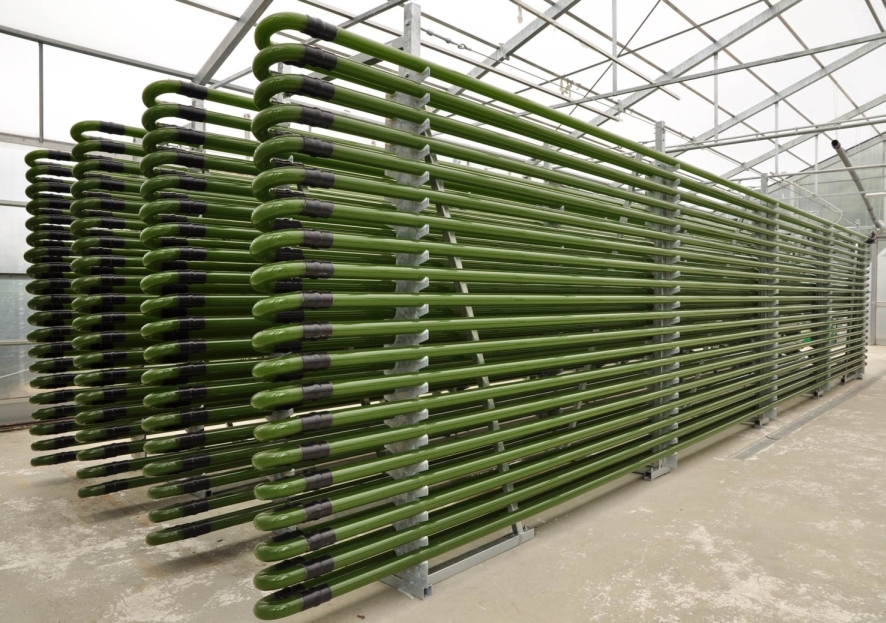
Fotobioreactor de vidre tubular per al cultiu de microalgues i altres organismes fotosintètics. Té un volum operatiu de 4.000 litres.

### PBR tubular
Un reactor tubular està format per tubs disposats verticalment o horitzontalment, connectats entre si, en els quals circula el fluid suspès per les algues. Els tubs estan fets generalment de plàstics transparents o vidre de borosilicat, i la circulació constant es manté mitjançant una bomba a l'extrem del sistema. La introducció de gas té lloc al final/inici del sistema de tubs. Aquesta manera d'introduir gas provoca el problema de la deficiència de diòxid de carboni i l'alta concentració d'oxigen al final de la unitat durant la circulació, fent que el procés finalment sigui ineficient. El creixement de microalgues a les parets dels tubs també pot inhibir la penetració de la llum.

### Columna de bombolles PBR

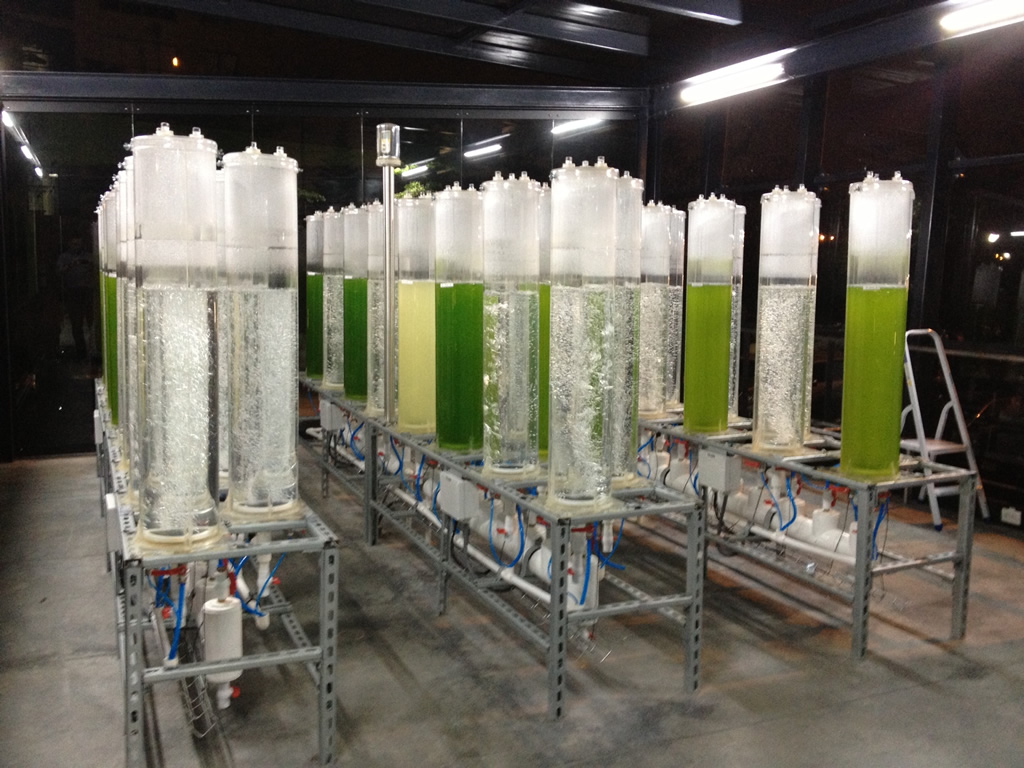
Columnes de bombolles verticals, un projecte de la Universitat EAFIT per utilitzar algues per reduir les emissions de.

Un fotoreactor de columna de bombolles consta de columnes cilíndriques disposades verticalment fetes de material transparent. La introducció de gas té lloc a la part inferior de la columna i provoca un corrent turbulent per permetre un intercanvi de gasos òptim. El bombolleig també actua com un agitador natural. La llum normalment prové de l'exterior de la columna, però els dissenys recents introdueixen llums dins de la columna per augmentar la distribució i la penetració de la llum.

## Ús industrial
El cultiu d'algues en un fotobioreactor crea un ventall reduït de possibilitats d'aplicació industrial. Hi ha tres vies comunes per a la biomassa cultivada. Les algues es poden utilitzar per a millores ambientals, producció de biocombustibles i aliments/aliments biològics. Algunes companyies elèctriques ja han establert instal·lacions de recerca amb fotobioreactors d'algues per esbrinar l'eficiència que podrien ser a l'hora de reduir les emissions de CO2, que estan continguts en els gasos de combustió, i quanta biomassa es produirà. La biomassa d'algues té molts usos i es pot vendre per generar ingressos addicionals. El volum d'emissions estalviat també pot generar ingressos, venent crèdits d'emissions a altres companyies elèctriques. Diversos estudis recents arreu del món examinen l'ús d'algues per tractar les aigües residuals com una manera de ser més sostenible.
La utilització d'algues com a aliment és molt comú a les regions d'Àsia oriental i està fent aparició a tot el món per a usos en matèries primeres i fins i tot en productes farmacèutics a causa dels seus productes d'alt valor. La majoria de les espècies contenen només una fracció de proteïnes i hidrats de carboni utilitzables, i molts minerals i oligoelements. En general, el consum d'algues hauria de ser mínim a causa de l'alt contingut en iode, especialment problemàtic per a aquells amb hipertiroïdisme. De la mateixa manera, moltes espècies d'algues diatomees produeixen compostos insegurs per als humans. Les algues, especialment algunes espècies que contenen més del 50 % d'oli i molts hidrats de carboni, es poden utilitzar per produir biodièsel i bioetanol mitjançant l'extracció i el refinament de les fraccions. La biomassa d'algues es genera 30 vegades més ràpid que la biomassa agrícola, que s'utilitza habitualment per produir biodièsel.

## Microgeneració

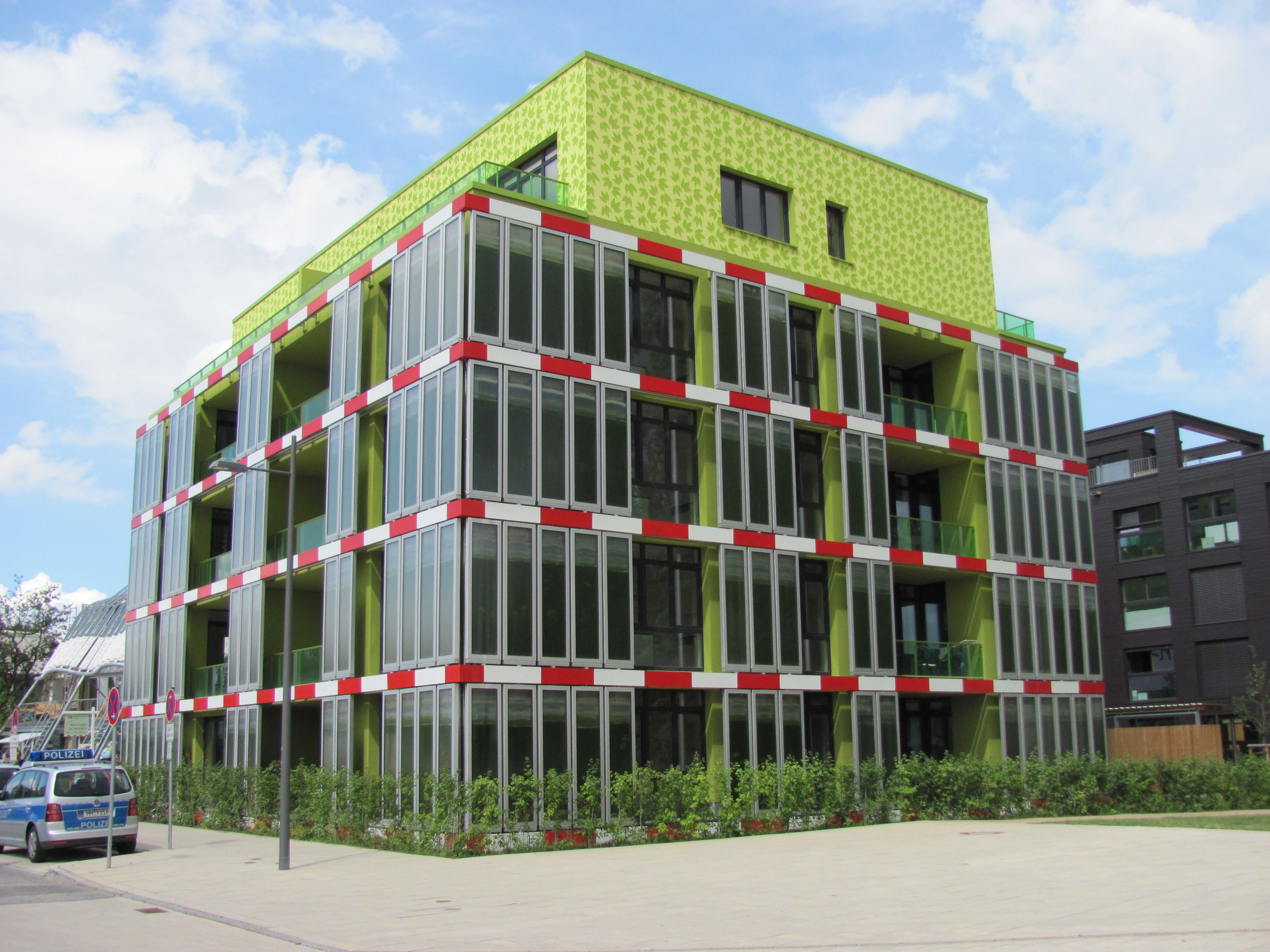
The Bio-Intelligent Quotient (BIQ) House a Hamburg

La BIQ House construïda el 2013 a Alemanya hi ha un aparador experimental de casa biònica que utilitza panells de façana de vidre per al cultiu de microalgues.
Una vegada que els panells s'escalfen, també es pot extreure l'energia tèrmica a través d'un intercanviador de calor per subministrar aigua calenta a l'edifici. La tecnologia encara es troba en una fase inicial i encara no apta per a un ús més ampli.
La Green Power House de Montana, Estats Units, va utilitzar la tecnologia d'aqüicultura d'algues recentment desenvolupada dins d'un sistema que utilitza la llum solar i els residus llenyosos d'una fàbrica de fusta per proporcionar nutrients a vuit estanys d'algues de l'AACT que cobreixen el seu sòl. Els reptes identificats de les façanes d'algues inclouen la durabilitat dels panells de microalgues, la necessitat de manteniment i els costos de construcció i manteniment.
El 2022, els mitjans de comunicació van informar sobre el desenvolupament de biopanells d'algues per part d'una empresa per a la generació d'energia sostenible amb una viabilitat poc clara.

## Per a més informació
- Acién Fernández, F.G.; Fernández Sevilla, J.M.; Sánchez Pérez, J.A.; Molina Grima, E.; Chisti, Y. «Airlift-driven external-loop tubular photobioreactors for outdoor production of microalgae: Assessment of design and performance». Chemical Engineering Science, vol. 56, 8, 2001, pàg. 2721–2732. Bibcode: 2001ChEnS..56.2721A. DOI: 10.1016/S0009-2509(00)00521-2.
- Borowitzka, Michael A. «Commercial production of microalgae: Ponds, tanks, and fermenters». A: Marine Bioprocess Engineering, Proceedings of an International Symposium organized under auspices of the Working Party on Applied Biocatalysis of the European Federation of Biotechnology and the European Society for Marine Biotechnology. 35, 1999, p. 313–321 (Progress in Industrial Microbiology). DOI 10.1016/S0079-6352(99)80123-4. ISBN 9780444503879.
- Carlsson, A. S.; Van Beilen, J. B.; Möller, R. [et al.].. Bowles, Dianna. Micro- and Macro-Algae: Utility for industrial applications.  CPL Press, 2007. ISBN 978-1-872691-29-9.
- Chisti, Yusuf «Biodiesel from microalgae». Biotechnology Advances, vol. 25, 3, 2007, pàg. 294–306. DOI: 10.1016/j.biotechadv.2007.02.001. PMID: 17350212.
- How an entrepreneur killed his investor. August 18, 2016